# Godło Białoruskiej SRR

Godło Białoruskiej Socjalistycznej Republiki Radzieckiej w latach 1981–1991

Godło Białoruskiej Socjalistycznej Republiki Radzieckiej zawierało typowe elementy zawarte w godłach republik radzieckich: w centralnym miejscu umieszczony był sierp i młot – symbol sojuszu robotniczo chłopskiego oraz najważniejszy element godła Związku Radzieckiego, a także wschodzące słońce – mające wyrażać świt, początek nowej ery w życiu kraju. Tarcza słoneczna umieszczona była nad fragmentem globu ziemskiego. Całość otoczona była przez wieniec złożony z kłosów pszenicy i kwiatów koniczyny oraz lnu. Umieszczenie zboża w godle podkreślało znaczenie rolnictwa dla kraju oraz symbolizowało dobrobyt, a także nawiązywało graficznie do godła ZSRR. U góry, u zbiegu obu wieńców umieszczono czerwoną pięcioramienną gwiazdę - oznaczającą zwycięstwo komunizmu w pięciu częściach świata. Wieńce przepasane były czerwonymi wstęgami, na których umieszczone było wezwanie do jedności proletariatu: Proletariusze wszystkich krajów, łączcie się! w języku białoruskim: Пралетарыі ўсіх краін, яднайцеся! i rosyjskim: Пролетарии всех стран, соединяйтесь!. U dołu znajdowała się skrócona nazwa kraju: БССР.
Godło w tej formie obowiązywało w latach 1950–1991. Zastąpiło ono symbol z 1937 r., którego wygląd był zbliżony, ale z kilkoma różnicami, m.in.: odmienny był wygląd wieńców, a jeden z nich złożony był nie z kłosów, a z liści drzew, a poza tym napis Proletariusze wszystkich krajów, łączcie się! umieszczony był w czterech wersjach językowych: poza językiem białoruskim i rosyjskim, także w jidisz oraz po polsku. Poprzednie wersje godła różniły się nieco od opisanej wersji. 
Oryginalny symbol, przyjęty oficjalnie 30 marca 1927 r. został wyłoniony w drodze konkursu rozpisanego w 1924 r. 
Na godle Białoruskiej SRR opiera się obecnie obowiązujący symbol kraju. Po krótkim okresie 1992–1995, kiedy to godłem Białorusi była Pogoń, powrócono do dawnego, radzieckiego symbolu, w którym dokonano niewielkich przeróbek, polegających na likwidacji sierpa i młota – symboli ZSRR i zastąpieniu ich zarysami granic kraju oraz usunięciu zdania wzywającego do jedności proletariatu. Zmieniona została także zapisana na godle nazwa państwa z БССР na Рэспубліка Беларусь (Republika Białoruś), oraz szarfa opasająca wieńce zboża – z czerwonej na czerwono-zieloną (od 1995 r. barwy flagi Białorusi). Ta wersja godła weszła do użytku wraz z nową flagą po referendum w 1995 r.

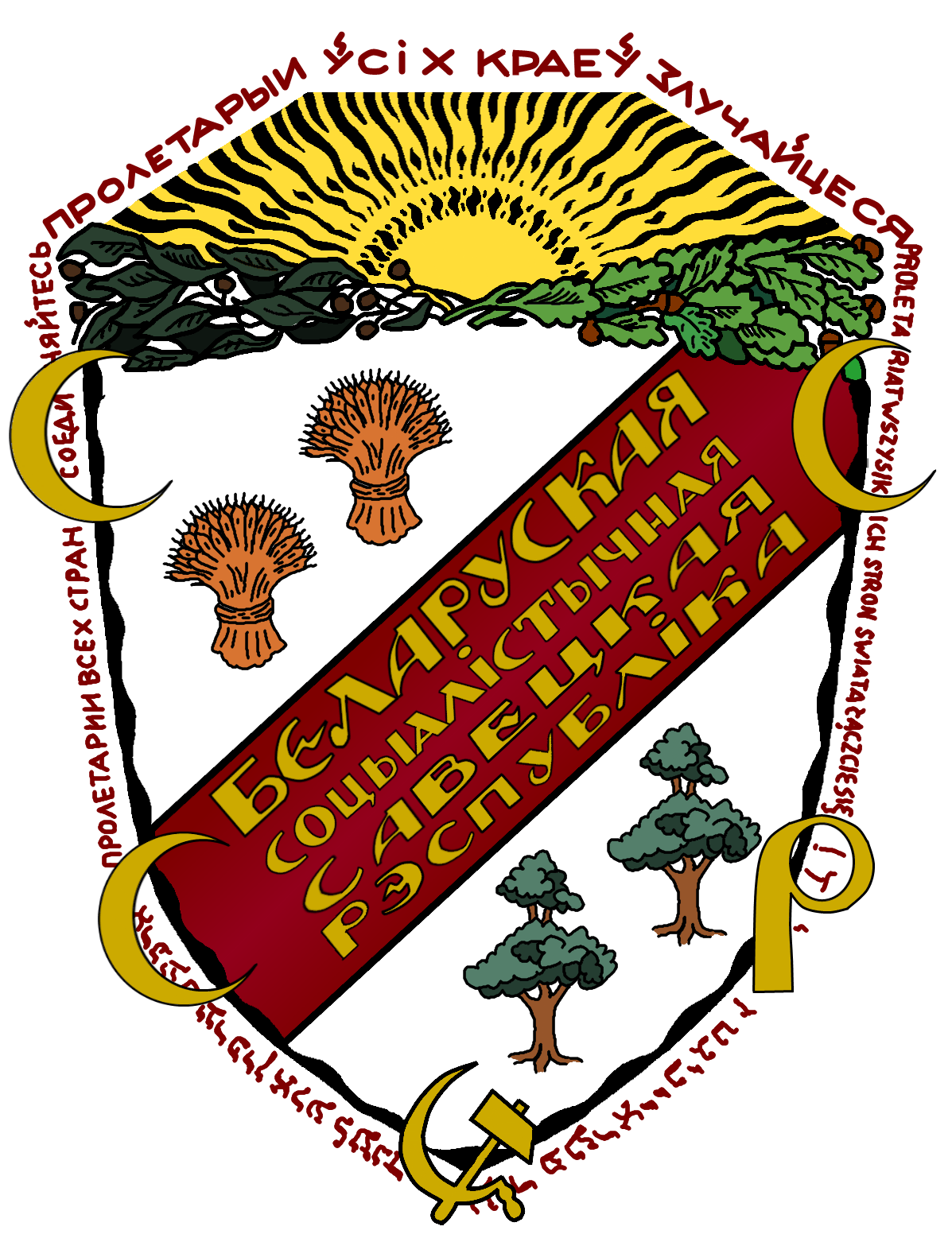
Projekt godła Białoruskiej SRR z 1924
Godło Białoruskiej SRR w latach 1919–1927
Godło Białoruskiej SRR w latach 1927–1937
Godło Białoruskiej SRR w latach 1937–1938
Godło Białoruskiej SRR w latach 1938–1949
Godło Białoruskiej SRR w latach 1958–1981
Godło Białoruskiej SRR w latach 1981–1991
Aktualne godło Białorusi (od 1995 r.)